# Vic Snyder
Victor F. "Vic" Snyder, född 27 september 1947 i Medford, Oregon, är en amerikansk demokratisk politiker. Han representerade delstaten Arkansas andra distrikt i USA:s representanthus 1997–2011.
Snyder tjänstgjorde 1967–1969 i USA:s marinkår. Efter grundexamen 1975 vid Willamette University avlade han 1979 läkarexamen vid University of Oregon och 1988 juristexamen vid University of Arkansas. Han arbetade som läkare samtidigt som han studerade juridik.
Snyder var ledamot av delstatens senat 1991–1996. Kongressledamoten Ray Thornton kandiderade inte till omval i kongressvalet 1996. Snyder vann valet och efterträdde Thornton i representanthuset i januari 1997. Han omvaldes sex gånger. I januari 2011 efterträddes Snyder av republikanen Tim Griffin.